# Disk Utility
Disk Utility — дискова утиліта. Ця утиліта входить до складу поставки Mac OS X від Apple Inc.

## Введення
- Утиліта є основним інструментом керування пристроями збереження даних в Mac OS X.
- Утиліта розташована в /Applications/Utilities/Disk Utility.app
- При форматуванні системового диску і перед встановленням операційної системи, утилітою завжди можна скористуватися, так як вона знаходиться на дистрибутивному диску Mac OS X Install DVD і є його основним компонентом.

## Можливості утиліти
Ця важлива утиліта виконує наступні головні функції:
- керування жорсткими дисками — форматування, стирання, виправлення помилок, розбиття диска на розділи
- відновлення прав доступу
- отримання інформації про розміри та типи усіх дисків, приєднаних до Мака
- виправлення дисків, які не монтуються на робочому столі або ведуть себе некоректно
- повне стирання інформації з дисків, включно CD та DVD з можливістю перезапису (CD-RW і DVD-RW)
- створення RAID-масиву (групи окремих дисків, функціонуючих як єдиний том)
- пропалення вмісту образу диска на оптичних дисках

Окрім графічної версії програми, існує також консольна версія, яка викликається командою diskutil.